# Sechste Norwegische Antarktisexpedition

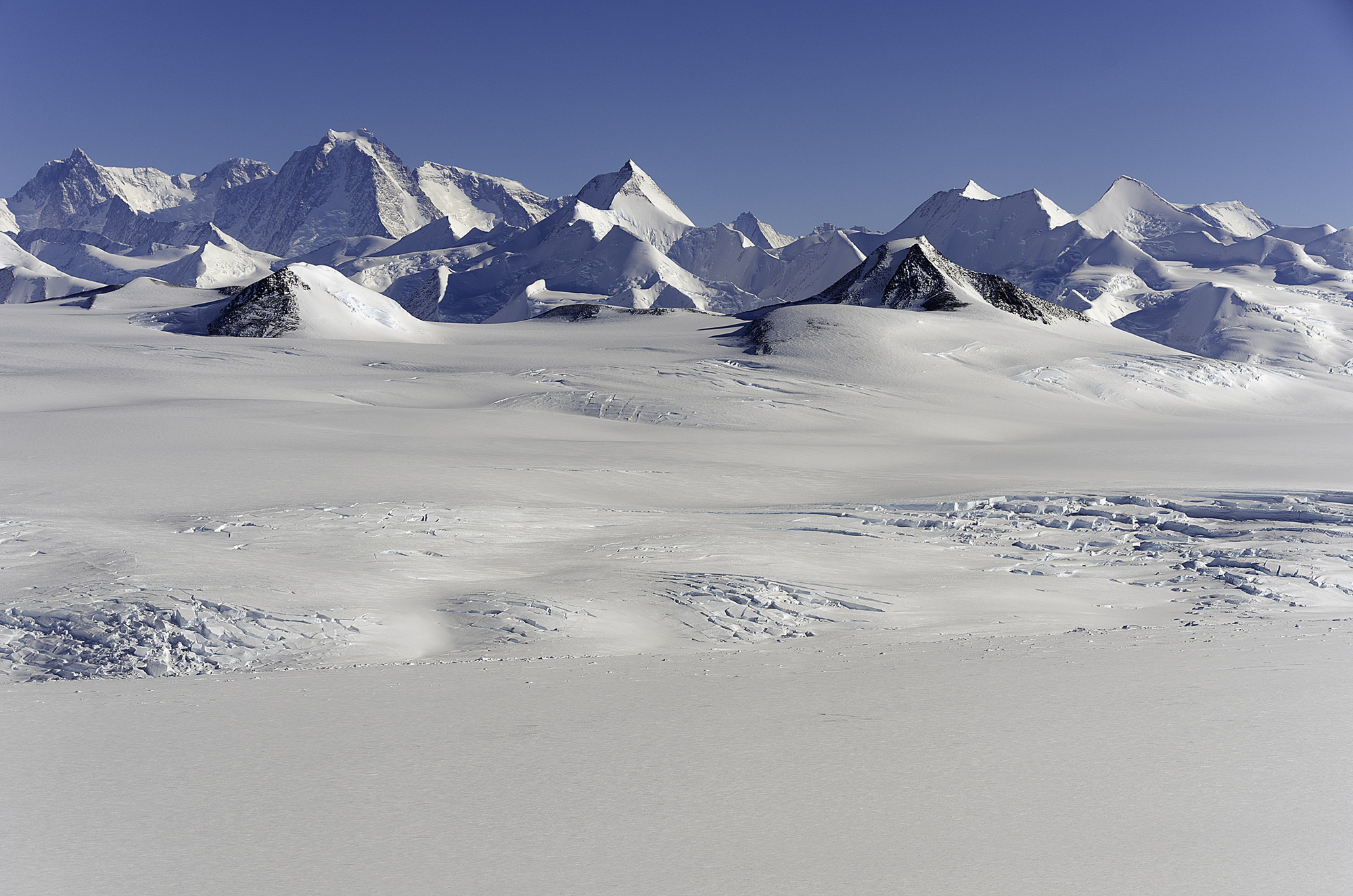
Ellsworthgebirge (hier die Sentinel Range), Zielgebiet der Expedition

Die Norwegische Antarktisexpedition 1974–1975 (NorAE 1974–1975) war eine vom Norwegischen Polarinstitut finanzierte Forschungsreise in die Antarktis. Die vom Geologen Thore Schanke Winsnes (1922–2012) geleitete vierköpfige Expeditionsmannschaft führte geologische und glaziologische Untersuchungen im Ellsworthgebirge südlich des Filchner-Ronne-Schelfeises im westantarktischen Ellsworthland durch. Dabei wurden sie logistisch die United States Navy unterstützt.